# Ньюкасл (Сент-Китс и Невис)
Ньюкасл (англ. Newcastle) — деревня в Сент-Китс и Невисе. Административный центр округа Сент-Джеймс-Уиндуорд.

## География
Находится на севере острова Невис в 12 км к северо-востоку от города Чарлстаун — крупнейшего города на острове. Высота над уровнем моря — 27 м.

### Климат
По Классификации климатов Кёппена, климат здесь определяется как Aw — тропический климат с сухой зимой и дождливым летом. Температура здесь в среднем 26,2 °C. Среднегодовая норма осадков — 896 мм.